# Marit Paulsen
Marit Eli Paulsen (Oslo, 24 de novembro de 1939 – 25 de julho de 2022) foi uma política sueca nascida na Noruega. Serviu como eurodeputada de 1999 a 2004 e de 2009 a 2015.

## Vida
Foi uma figura bem conhecida no debate público sueco sobre questões ambientais e de qualidade alimentar, inicialmente como apartidária, e foi uma ávido defensor da adesão da Suécia à União Europeia durante a campanha do referendo de adesão da UE em 1994.
Ela cresceu em Oslo, que foi ocupada pela Alemanha durante grande parte de sua primeira infância. Dois de seus irmãos mais velhos eram ativos na ala juvenil do Nasjonal Samling.
Se mudou para a Suécia na década de 1960 e trabalhou na siderúrgica em Smedjebacken por sete anos. Ela passou por um ensino médio Folk de dois anos em 1970-1972.
Em 1998, ela se juntou ao Partido Popular Liberal e atuou como 2º vice-presidente do partido 1999-2007. Nas eleições para o Parlamento Europeu de 2009, ela foi eleita para o Parlamento Europeu como a principal candidata da lista. Ela ganhou mais votos pessoais do que qualquer outro candidato sueco.

Paulsen escreveu mais de 20 livros, incluindo romances e não-ficção sobre proteção ambiental e outras questões sociais. Seu romance de estreia, Du människa? (publicado em 1972), descreve a vida de uma trabalhadora por turnos. Seu livro Liten Ida (1979) é um romance semi-autobiográfico ambientado na Noruega durante a ocupação alemã; foi transformado em filme em 1980.